# Lijst van burgemeesters van Doornspijk
Dit is een lijst van burgemeesters van de voormalige Nederlandse gemeente Doornspijk tot die gemeente op 1 januari 1974 opging in de gemeente Elburg.
| Ambtsperiode | Naam burgemeester                               | Partij of stroming | Bijzonderheden                                                              |
| ------------ | ----------------------------------------------- | ------------------ | --------------------------------------------------------------------------- |
| 1811         | Frederik Adolf baron van Spaen van Schouwenburg |                    | maire                                                                       |
| 1812 - 1817  | N. van Rossen                                   |                    | maire, vanaf 1813 schout                                                    |
| 1818 - 1840  | mr. Henricus Boonzaaijer van Jeveren            |                    | schout, vanaf 1825 burgemeester                                             |
| 1840 - 1861  | Sebastiaan Jeremias Johannes Henricus Smits     |                    |                                                                             |
| 1861 - 1887  | H.W. Greven                                     |                    |                                                                             |
| 1887 - 1892  | G.H. Thomassen à Thuessink van der Hoop         | Antirevolutionair  |                                                                             |
| 1892 - 1911  | Nicolaas Samuel Rambonnet                       |                    |                                                                             |
| 1911 - 1913  | M.P.D. baron van Sytzama                        |                    | voorheen burgemeester van Groenlo en aansluitend burgemeester van Oldebroek |
| 1913 - 1937  | J.H.A. Frieswijk                                |                    | voorheen burgemeester van Ophemert                                          |
| 1938 - 1960  | Ulco (U.) de Vries                              | ARP                |                                                                             |
| 1961 - 1964  | W.J. Pos                                        |                    | waarnemend, voorheen burgemeester van Brakel (Zaltbommel) en Poederoijen    |
| 1964 - 1974  | E.J.F. Westerhuis                               | ARP                | tevens van 1973 tot 1983 (waarnemend) burgemeester van Elburg               |